# Tola Rabinowicz

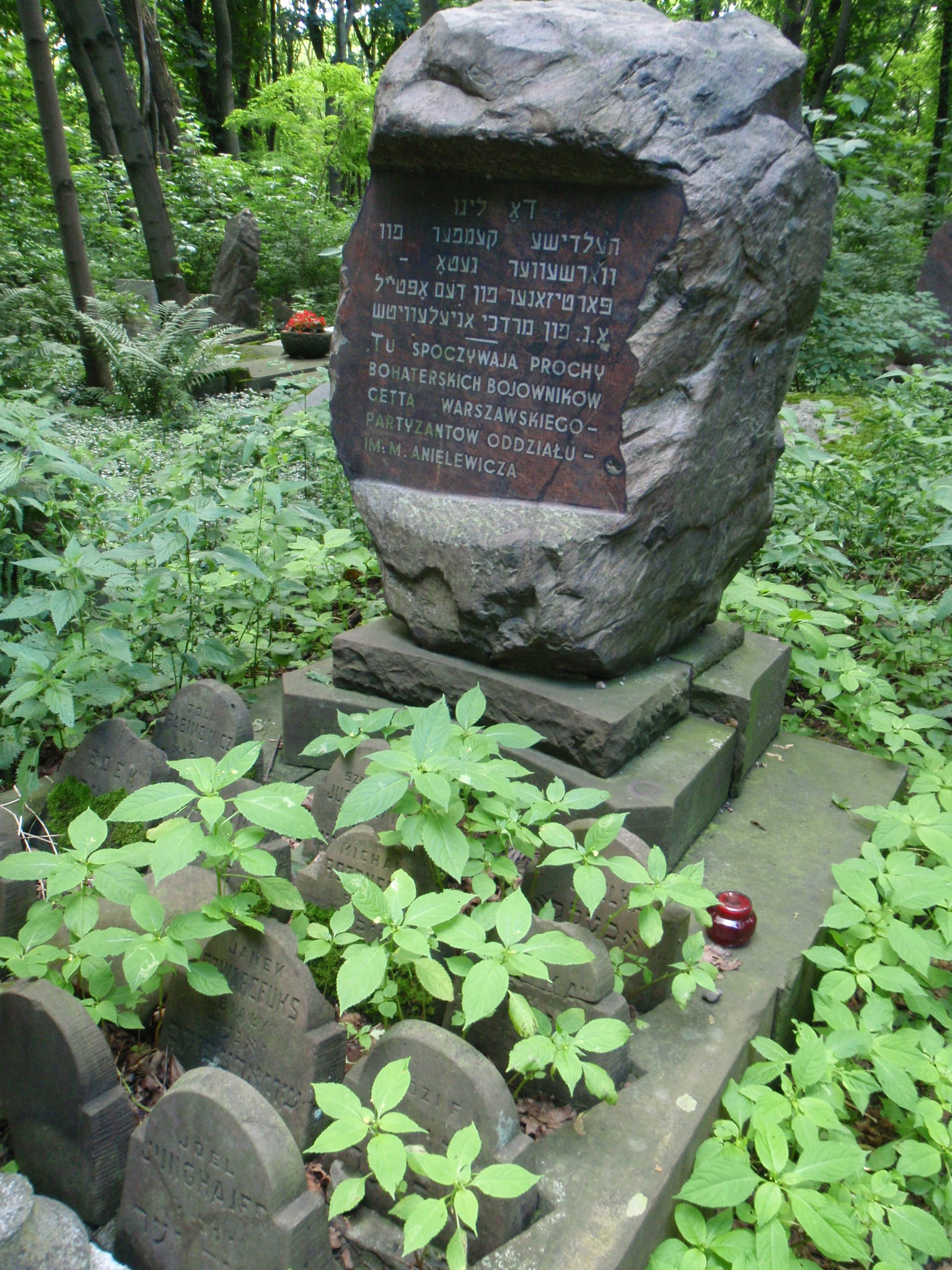
Grób Toli Rabinowicz i jej towarzyszy broni na cmentarzu żydowskim w Warszawie

Tola Rabinowicz (zm. 1943) – żydowska działaczka ruchu oporu podczas II wojny światowej, uczestniczka powstania w getcie warszawskim, partyzant oddziału Gwardii Ludowej im. Mordechaja Anielewicza.
Pochowana jest w zbiorowym grobie partyzantów GL na cmentarzu żydowskim przy ulicy Okopowej w Warszawie (kwatera 31, rząd 3, grób 5).